# Hispano-Suiza 40–50 HP
Der Hispano-Suiza 40–50 HP ist ein Pkw-Modell. La Hispano-Suiza stellte die Fahrzeuge im spanischen Barcelona her.

## Beschreibung
Dieses Modell löste 1908 den Hispano-Suiza 40 HP ab und blieb bis 1910 im Sortiment.
Der Vierzylindermotor hatte mit 130 mm Bohrung, 140 mm Hub und 7433 cm³ Hubraum die gleichen Abmessungen wie beim Vorgänger. Er leistete 47 PS (35 kW). Wasserkühlung, Frontmotor, Kardanwelle und Hinterradantrieb waren Standard bei Hispano-Suiza. Die Höchstgeschwindigkeit lag bei 100 km/h. In den Seiten der Motorhaube waren neun vertikale Lüftungsschlitze, beim Vorgänger waren es acht.
Im Vereinigten Königreich wurde das Fahrzeug auch 40/50 HP genannt und war mit 41,9 RAC Horsepower eingestuft.
Das Fahrgestell wog zwischen 1000 kg und 1100 kg. Als Radstand sind sowohl 2935 mm als auch 3245 mm angegeben, bei 1400 mm Spurweite. Bekannt sind Doppelphaeton, Landaulet und Kastenwagen.
Erst 1913 erschien mit dem Hispano-Suiza Tipo 23 ein Nachfolger.

## Produktionszahlen
1908 und 1909 entstanden jeweils zwölf Fahrzeuge und 1910 weitere sechs. Insgesamt wurden also 30 Fahrzeuge gefertigt.